# Makirakungsfiskare
Makirakungsfiskare (Ceyx gentianus) är en fågel i familjen kungsfiskare inom ordningen praktfåglar.

## Utseende och läte
Makirakungsfiskaren är en liten kungsfiskare med djupt lilablå ovansida och rent vit undersida. Vidare syns svart näbb, lysande orangefärgade ben och en vit fläck på halsen. Den skiljs från småkungsfiskare genom avsaknad av blått på bröstet och färgen på benen. Lätet består av en ljus och svag vissling som upprepas, ofta i flykten.

## Utbredning och systematik
Fågeln förekommer på Makira i Salomonöarna. Den behandlas som monotypisk, det vill säga att den inte delas in i några underarter.

### Artstatus
Tidigare betraktades den som en underart till Ceyx lepidus och vissa gör det fortfarande. Den liksom ett stort antal andra arter i området urskiljs dock numera som egna arter efter genetiska studier.

## Levnadssätt
Makirakungsfiskaren hittas i gamla skogar, olikt många andra kungsfiskare inte nödvändigtvis nära vatten. Den ses ofta sitta förhållandevis lågt.

## Status
Makirakungsfiskaren har ett litet utbredningsområde, men beståndet anses vara stabilt. IUCN kategoriserar arten som livskraftig. Världspopulationen uppskattas till mellan 10 000 och 30 000 vuxna individer.